# Madelon Székely-Lulofsová
Madelon Hermine Székely-Lulofsová (24. června 1899 Surabaya, Jáva – 22. května 1958 Velsen, Nizozemsko) byla nizozemská spisovatelka a publicistka.

## Život
Dětství i mládí prožila Madelon Lulofsová v tehdejší Nizozemské východní Indii (dnešní Indonésie), kde její otec Claas Lulofs působil na různých místech (mimo jiné například také v Acehu) jako státní úředník. V letech 1913 až 1915 navštěvovala v Nizozemsku v Deventeru střední školu (hogereburgerschool) pro dívky. Roku 1917 se provdala za plantážníka Hendrika Doffegniese, se kterým žil na Sumatře a kterému porodila dvě dcery. Roku 1926 bylo manželství rozvedeno a Madelon se provdala podruhé, tentokrát za Lászlóa Székelyho, se kterým měla další dceru. Székely byl maďarského původu, což Madelon přivedlo k zájmu i o tuto oblast, zvláště když se roku 1930 do Maďarska s manželem odstěhovala. V roce 1938 se s rodinou usídlila v nizozemském Santpoortu (část obce Velsen), kde žila až do své smrti.
Literární činnost zahájila již při svém pobytu na Sumatře. Náměty pro své příběhy čerpala z rodného indonéského prostředí a publikovala je v nizozemském časopise Groot Nederland. Svůj první (a zároveň nejslavnější) román Rubber (česky jako Guma klesá) vydala roku 1931. Vylíčila v něm životní osudy lidí, kteří odjeli do Nizozemské východní Indie rychle zbohatnout a jejichž život se mění v šílený hon za výdělkem, přičemž si neuvědomují, že za jejich úspěchy a především prohrami stojí zájmy mamutích koncernů v Holandsku a ve Spojených státech. V knize je jednak popisována otrocká práce domorodců na kaučukových plantážích východní Sumatry a jednak mravní úpadek tamější bělošské společnosti, který je pak završen náhlým poklesem cen kaučuku na burze. Román měl okamžitě obrovský úspěch, byl přeložen do patnácti jazyků (včetně angličtiny, němčiny, francouzštiny, švédštiny, dánštiny, finštiny, češtiny, maďarštiny a španělštiny) a byl rovněž zfilmován. V Nizozemské východní Indii byl ovšem pro svůj negativní obraz tamější společnosti přijat velmi kriticky.
V obdobném duchu se nese i její druhý román Koelie (1932, Kuli), popisující život mladého chlapce z Jávy, který se dal zlákat vidinou lepšího života na Sumatře a nechal se najmout na plantáže, kde pak vlastně prožil celý život v krutých podmínkách, kdy každý pokus o útěk byl tvrdě ztrestán, a kdy mu po vypršení smlouvy nezbyla jiná existenční možnost než podepsat smlouvu novou.
Kromě více než deseti knih je Székely-Lulofsová také autorkou mnoha novinových článků, které publikovala v časopisech De Groene Amsterdammer, Elseviers Weekblad, Magriet a v dalších.

## Dílo
- Rubber, (1931, česky jako Guma klesá), román,
- Koelie (1932, Kuli), román,
- Emigranten en andere verhalen (1933, Emigranti a jiné příběhy),
- De andere wereld (1934, Jiný svět), román,
- Vizioen (1935), povídky,
- De hongertocht (1936, Hladová výprava), román odehrávající se v roce 1911 ke konci koloniální války Nizozemska v Acehu a popisující katastrofální vojenskou výpravu do sotva zmapované džungle, ve které devatenáct lidí zemřelo hladem.
- Het laatste bedrijf (1937, Poslední podnik), česky také jako Velký Tuvan, román odehrávající se v uměleckém prostředí v Budapešti,
- De kleine strijd (1941, Malá bitva),
- Onze bedienden in Indië (1946, Naši zaměstnanci v Indii),
- Tjoet Nja Din. De geschiedenis van een Atjehse vorstin (1948),
- Weerzien in Boedapest (1950, Shledání v Budapešti), román,
- Doekoen (2001, Moudrá žena), posmrtně vydaný silně autobiografický román s tématem střetu kultur mezi Východem a Západem.

## Filmové adaptace
- Rubber (1936), nizozemský film, režie Johan De Meester a Gerard Rutten.

## Česká vydání
- Guma klesá, Evropský literární klub, Praha 1935, přeložila Lída Faltová, znovu Stanislav Plzák, Praha 1941 a 1947, Práce, Praha 1958, 1972 a 1978 a Erika, Praha 1993.
- Kuli, Josef R. Vilímek, Praha 1937, přeložila Lída Faltová,
- Hladová výprava, Družstevní práce, Praha 1939, přeložila Lída Faltová, znovu Dekon, Praha 1994.
- Poslední podnik, Bohumil Rozsypálek, Šumperk 1946, přeložila Milada Šimsová, znovu jako Velký Tuvan, Práce, Praha 1946.
- Jiný svět, Kvádr, Praha 1946, přeložila Milada Šimsová.